# 大木站 (三重縣)
大木站（日语：／ Ōki eki */?）是位於三重縣員弁郡東員町，近畿日本鐵道北勢線的鐵路車站（廢站）。在三重交通時代的1944年（昭和19年）7月1日已經暫停營業，後來於1969年（昭和44年）5月15日廢除。

## 歷史
- 1914年（大正3年）4月5日：北勢鐵道車站啟用[1]。
- 1934年（昭和9年）6月27日：公司名稱變更後，成為北勢電氣鐵道的車站[2][1]。
- 1944年（昭和19年）
  - 2月11日：在公司合併後，成為三重交通的車站[2][1]。
  - 7月1日：車站暫停營業（由於電力供應惡化等原因） 。
- 1965年（昭和40年）4月1日：三重電氣鐵道合併至近畿日本鐵道[2][1]。
- 1969年（昭和44年）5月15日：車站正式廢除。

## 車站構造
此站是地面車站，設有1面1線的單式月台。此站為無人車站。在暫停營業後，車站月台被撤走，已經沒有任何痕跡。

## 相鄰車站
三岐鐵道
北勢線
北大社－大木－大泉東

## 注腳
1. 1 2 3 4  . 新潮「旅」Mook 8號 關西1. 今尾惠介 監修. 新潮社. 2008: 17,30 （日语）.
2. 1 2 3  曾根悟（監修）.  , 编. . 週刊朝日百科. 26號 長良川鐵道・明知鐵道・樽見鐵道・三岐鐵道・伊勢鐵道. 朝日新聞出版. 2011-09-18: 26 （日语）.

## 相關項目
- 日本鐵路車站列表 O